# Катаев, Валентин Петрович
Валенти́н Петро́вич Ката́ев (28 января 1897[…], Одесса, Херсонская губерния — 12 апреля 1986[…], Москва) — русский советский писатель, поэт, киносценарист и драматург, журналист, военный корреспондент. Основатель и первый главный редактор журнала «Юность» (1955—1961). Герой Социалистического Труда (1974).

## Семья

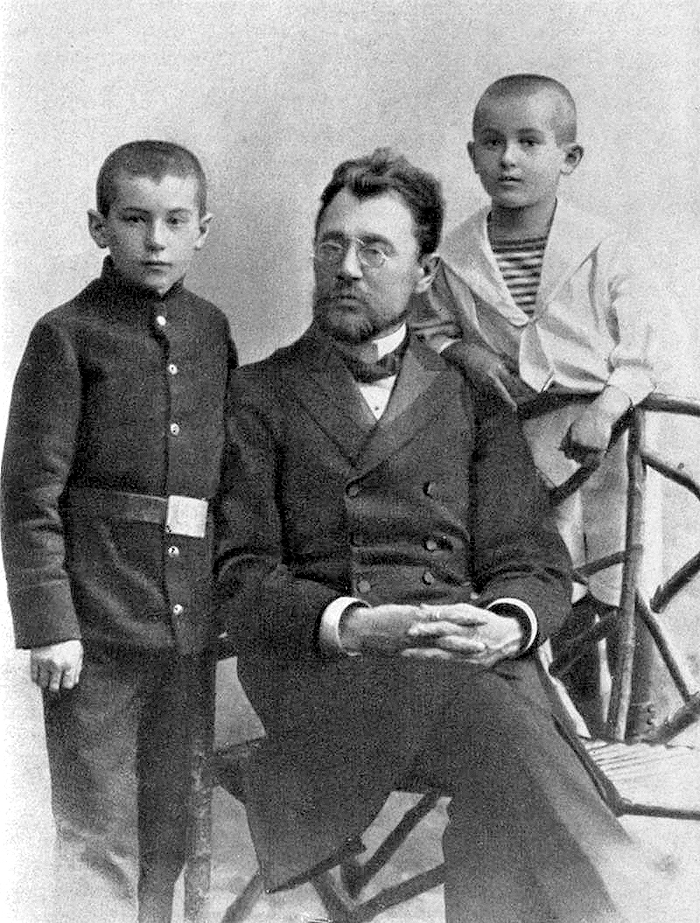
Пётр Васильевич Катаев с сыновьями Валентином (слева) и Евгением. Одесса, 1910

Дед Валентина Катаева по отцу — Василий Алексеевич Катаев (1819—1871) — сын священника. Обучался в Вятской духовной семинарии, затем окончил Московскую духовную академию. С 1846 года работал инспектором в Глазовском духовном училище, был протоиереем Ижевского оружейного завода. В июне 1861 года был переведён в Вятский кафедральный собор.
Отец Пётр Васильевич Катаев (1856—1921) — преподаватель епархиального училища в Одессе. Мать Евгения Ивановна Бачей (1867—1903) — дочь генерала Ивана Елисеевича Бачея, из полтавской мелкопоместной дворянской семьи. Впоследствии Катаев дал имя своего отца и фамилию своей матери главному, во многом автобиографическому герою повести «Белеет парус одинокий» Пете Бачею.

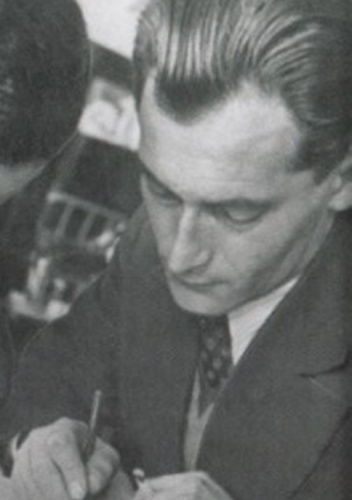
Евгений Петров — младший брат Валентина Катаева

Мать, отец, бабушка и дядя Валентина Катаева похоронены на 2-м Христианском кладбище Одессы.
Младший брат — писатель Евгений Петров (1902—1942), назван в честь матери; фамилию-псевдоним взял по имени отца.
12 мая 1921 года Катаев женился на Людмиле Рафаиловне Гершуни (1901—?), дочери одесского купца 2-й гильдии Рафаила Хаимовича Гершуни. Развелись 12 января 1922 года.
В 1923 году Катаев женился на одесской художнице Анне Сергеевне Коваленко (1903—1980). Развелись в 1936 году. Через несколько лет Анна стала второй женой художника Владимира Роскина.
Третьим браком Валентин Катаев был женат на Эстер Давыдовне Катаевой (урождённой Бреннер, 1913—2009). «Это был изумительный брак», — сказала о нём близкая знакомая семьи Катаевых Дарья Донцова. В этом браке было двое детей — Евгения Валентиновна Катаева (названа в честь бабушки, матери Валентина Катаева, род. 1936) и детский писатель и мемуарист Павел Валентинович Катаев (1938—2019).
Зять Катаева (второй муж Евгении Катаевой) — еврейский советский поэт, редактор и общественный деятель Арон Вергелис (1918—1999).
Племянники Катаева (сыновья Евгения Петрова) — кинооператор Пётр Катаев (1930—1986) и композитор Илья Катаев (1939—2009).
Внучка Катаева (дочь Евгении Катаевой от первого брака) — Валентина Эдуардовна Рой, журналистка.

## Биография

### Одесса

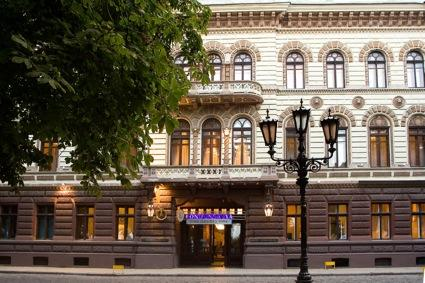
Одесса. Гостиница «Лондонская», в которой любил останавливаться Валентин Катаев

Прожив 64 года своей жизни в Москве и Переделкине, по манерам и речи Катаев до конца жизни оставался одесситом. Русскую и украинскую литературу он узнавал с голоса родителей во время домашних чтений; на улице слышал идиш и городской мещанский жаргон, в котором были замешаны греческие, румынские и цыганские слова.
«Отрывистую речь с небольшим южным акцентом» в нём ещё в 1918 году замечала Вера Бунина. Бравший у него интервью в 1982 году (в конце жизни) одесский журналист высказался ещё определённее: «…У него был неистребимый одесский акцент».
Язык Одессы в значительной степени стал литературным языком Катаева, а сама Одесса стала не просто фоном для многих произведений Валентина Катаева, но их полноправным героем.
Отец Катаева был очень образованным человеком. Начальное образование он получил в духовной семинарии, затем окончил с серебряной медалью историко-филологический факультет Новороссийского университета и многие годы преподавал в юнкерском и епархиальном училищах Одессы. Супруги Катаевы жили счастливо, через шесть лет после рождения Валентина у них родился ещё один сын — Евгений, впоследствии ставший (под псевдонимом «Петров») одним из соавторов прославленных романов «Двенадцать стульев» и «Золотой телёнок». Вскоре после рождения младшего сына Евгения Ивановна Катаева умерла от воспаления лёгких, и детей помогала воспитывать её сестра, заменившая осиротевшим детям мать. Овдовевший 47-летний отец Валентина и Евгения больше не женился.
Братья Катаевы росли в окружении книг. В семье была необыкновенно обширная библиотека — полные собрания сочинений Пушкина, Лермонтова, Гоголя, Чехова, Тургенева, Некрасова, Лескова, Гончарова, много исторической и справочной литературы — «История государства Российского», энциклопедия Брокгауза и Эфрона, атлас Петри. Любовь к русской классической литературе с детства была привита им родителями, любившими чтение вслух.
Как позднее вспоминал сам Катаев, писать он начал с девяти лет и с детства был уверен, что родился писателем. Разграфив школьную тетрадку на две колонки, подобно однотомному собранию сочинений Пушкина, он с места в карьер стал писать полное собрание своих сочинений, придумывая их тут же все подряд: элегии, стансы, эпиграммы, повести, рассказы и романы. К сожалению, образцов этого самого раннего этапа творчества Катаева не сохранилось.
И с раннего детства же в характере Катаева можно разглядеть авантюристическую жилку, соединённую с организаторскими способностями:

Как вспомнишь теперь то легкомыслие, ту внезапность, неожиданность для самого себя, с которой в голове моей вдруг, ни с того ни с сего, рождались самые поразительные идеи, требующие немедленного претворения в жизнь, то не можешь не улыбнуться, а отчасти даже пожалеть, что уже нет в тебе той дьявольской энергии, той былой потребности немедленного действия, пусть даже подчас и весьма глупого, но всё же действия!

Первой публикацией Катаева стало стихотворение «Осень», напечатанное в 1910 году в газете «Одесский вестник» — официальном органе одесского отделения Союза русского народа. В ближайшие два года в «Одесском вестнике» было опубликовано более 25 стихотворений Катаева.
В 1912 году в «Одесском вестнике» публикуются первые небольшие юмористические рассказы Катаева. В этом же году отдельными изданиями выходят в Одессе два более объёмных рассказа Катаева: «Пробуждение» и «Тёмная личность». В первом из них описывался отход молодого человека от революционного движения под влиянием вспыхнувшей в нём любви к девушке, а во втором сатирически изображались Александр Куприн, Аркадий Аверченко и Михаил Корнфельд.
Незадолго до начала Первой мировой войны Катаев знакомится с А. М. Фёдоровым и И. А. Буниным, ставшими первыми литературными учителями начинающего писателя.
В эти же годы начинается дружба Катаева с Юрием Олешей и Эдуардом Багрицким, положившая начало знаменитому кружку молодых одесских литераторов.
Образование Катаева из-за участия в Первой мировой войне, Гражданской войне, необходимости скрывать своё участие в Белом движении и необходимости физического выживания ограничилось неоконченным гимназическим (5-я одесская гимназия, 1905—1914).

### Первая мировая война

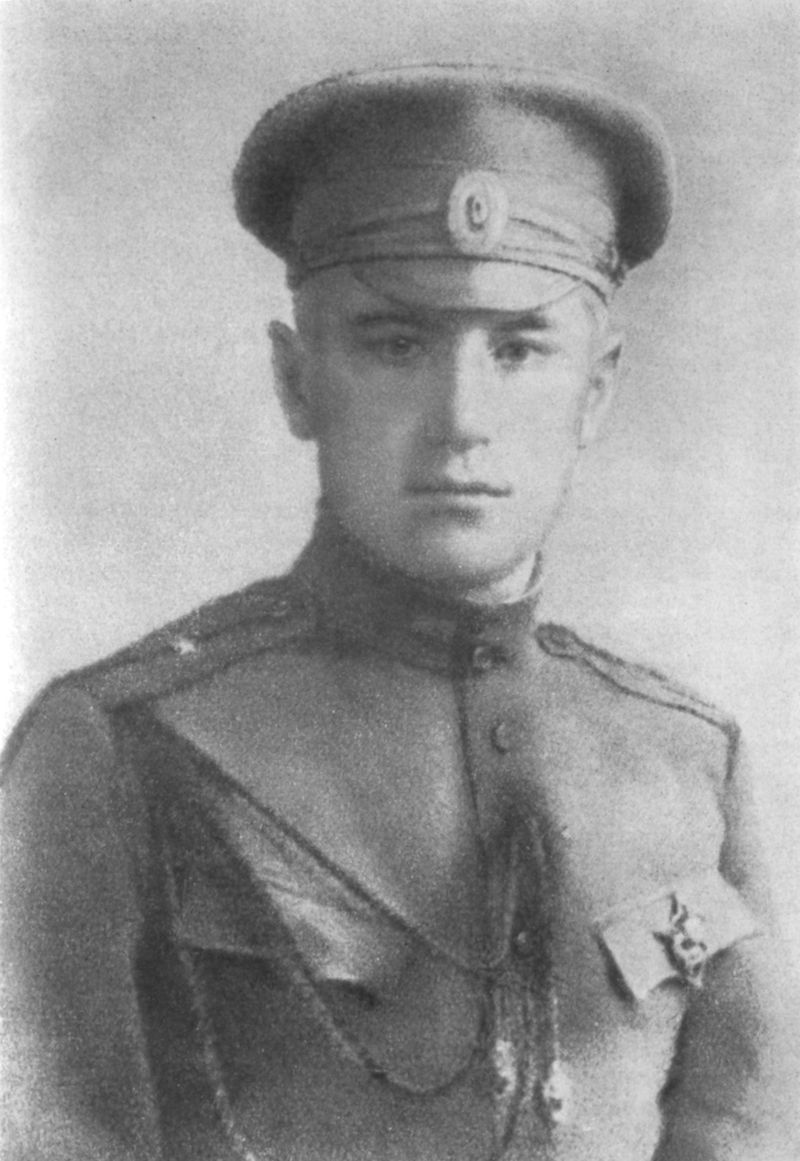
Прапорщик Валентин Катаев. Портрет, опубликованный в журнале «Весь мир». 1916

Не окончив гимназию, в 1915 году Катаев вступил добровольцем-вольноопределяющимся в действующую армию. Начал службу под Сморгонью рядовым в артиллерийской батарее, затем произведён в прапорщики. Дважды был ранен и отравлен газами. В декабре 1916 года был принят в Одесское военное училище, перейдя из артиллерии в пехоту. Летом 1917 года, после ранения в бедро в «керенском» наступлении на румынском фронте, был помещён в госпиталь в Одессе.
Катаеву был присвоен чин подпоручика, но получить погоны он не успел и в октябре был демобилизован прапорщиком.

Теперь я был свободен и мне не угрожала ежеминутная смерть. Мои руки стыли в лайковых офицерских перчатках, полученных мною совсем недавно, при производстве в офицеры. Надо было бы радоваться, что война для меня кончилась так благополучно: всего одна контузия, пустяковое отравление газами и ранение в бедро. Тем не менее мне было грустно.
Валентин Катаев «Кладбище в Скулянах» Архивная копия от 9 января 2018 на Wayback Machine 
Награждён двумя Георгиевскими крестами и орденом Святой Анны IV степени с надписью «За храбрость». С первым офицерским чином получил не передающееся по наследству личное дворянство.
На фронте Катаев не оставляет занятия литературным творчеством. В прессе появляются рассказы и очерки Катаева, посвящённые фронтовой жизни. Рассказ «Немчик», опубликованный в 1915 году в журнале «Весь мир», стал первым выходом Катаева на страницы столичной печати.

### Ученичество у Бунина
Единственным и главным своим учителем среди писателей-современников Катаев считал Ивана Бунина. «Дорогой учитель Иван Алексеевич» — обычное обращение Катаева к Бунину в письмах.
С Буниным Катаева познакомил живший в то время в Одессе писатель Александр Митрофанович Фёдоров.

…Бунина он называл своим учителем с полным правом — Симонов привёз от него в сорок шестом году «Лику» с надписью, подтверждающей, что он следил за Катаевым внимательнейшим образом. А в конце пятидесятых мы посетили Веру Николаевну, вдову Бунина, — были у неё в гостях в Париже, и я видела, как она обняла Валю… Она была вся выплаканная. Купила меренги, которые он обожал, — помнила даже это! И встретила его так ласково… И даже знала, что я — Эста, сразу назвала по имени! Она рассказала: Бунин читал «Парус» вслух, восклицая — ну кто ещё так может?! Но вот в одно он никогда не мог поверить: что у Вали Катаева — дети. Как это у Вали, молодого Вали, — может быть двое взрослых детей? Муж попросил показать любимую пепельницу Бунина в виде чашечки — она принесла её и хотела Вале подарить, но он сказал, что не смеет её взять. «Ладно, — сказала Вера Николаевна, — тогда её положат со мной в гроб».

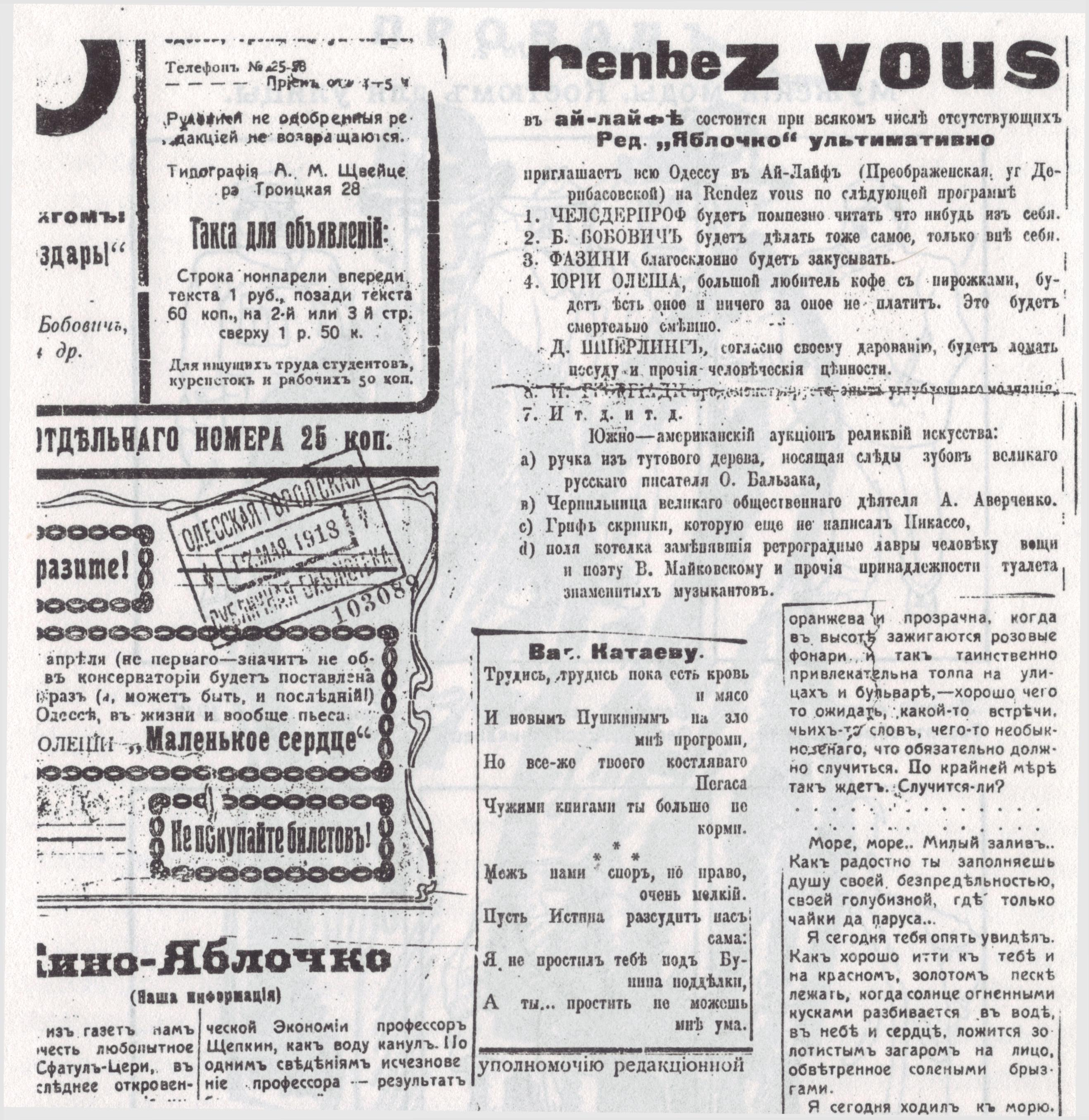
Стихотворение Вал. Катаеву. Журнал «Яблочко», Одесса, апрель 1918

Впрочем, сам Бунин в отношении Катаева высказывался резко отрицательно. Из дневников Ивана Бунина за 1919 год:

Был В. Катаев (молодой писатель). Цинизм нынешних молодых людей прямо невероятен. Говорил: «За сто тысяч убью кого угодно. Я хочу хорошо есть, хочу иметь хорошую шляпу, отличные ботинки…»
Иван Бунин. Окаянные дни. Запись от 25 апреля 1919 года. Архивная копия от 22 января 2013 на Wayback Machine 

### Белое движение
Точно об участии Валентина Катаева в Гражданской войне известно мало. По официальной советской версии и собственным воспоминаниям («Почти дневник»), Катаев с весны 1919 года воевал в Красной армии. Однако существует и другой взгляд на этот период жизни писателя, заключающийся в том, что он на добровольной основе служил в Белой армии генерала А. И. Деникина. Об этом свидетельствуют некоторые намёки в произведениях самого автора, представляющиеся многим исследователям автобиографическими, а также сохранившиеся воспоминания семейства Буниных, активно общавшегося с Катаевым в одесский период его жизни.
Согласно альтернативной версии, в 1918 году, после излечения в госпитале Одессы, Катаев вступил в вооружённые силы гетмана П. П. Скоропадского. После падения гетмана в декабре 1918 года, при появлении к северу от Одессы большевиков, Катаев в марте 1919 года вступил добровольцем в Добровольческую армию в чине подпоручика.
Артиллеристом служил на лёгком бронепоезде «Новороссия» Вооружённых сил Юга России (ВСЮР), командиром первой башни (самое опасное место на бронепоезде). Бронепоезд был придан отряду добровольцев А. Н. Розеншильда фон Паулина и выступил против петлюровцев, объявивших 24 сентября 1919 года войну ВСЮР. Бои длились весь октябрь и закончились занятием белыми Вапнярки. Отряд наступал на Киевском направлении в составе войск Новороссийской области ВСЮР генерала Н. Н. Шиллинга (действия войск Новороссийской области ВСЮР были частью деникинского похода на Москву).
До начала отступления войск ВСЮР в январе 1920 года бронепоезд «Новороссия» в составе отряда Розеншильда фон Паулина воевал на два фронта — против петлюровцев, закрепившихся в Виннице, и против красных, стоявших в Бердичеве.
Из-за быстрого роста в чинах во ВСЮР (ордена за братоубийственную войну Деникиным принципиально не давались), эту кампанию Катаев окончил, вероятнее всего, в чине поручика или штабс-капитана. Но в самом начале 1920 года, ещё до начала отступления, Катаев заболел сыпным тифом в Жмеринке и был эвакуирован в одесский госпиталь. Позже родные забрали его, всё ещё больного тифом, домой.

#### «Врангелевский заговор на маяке» и тюрьма
К середине февраля 1920 года Катаев излечился от тифа. Красные к тому времени заняли Одессу, и выздоровевший Катаев подключился к подпольному офицерскому заговору, целью которого была подготовка встречи вероятного десанта из Крыма Русской армии Врангеля. Это представлялось тем более вероятным, что в августе 1919 года Одесса уже была один раз освобождена от красных одновременным ударом десантного отряда и восстанием офицерских подпольных организаций. Захват маяка для поддержки десанта был главной задачей подпольной группы, поэтому в одесской ЧК заговор получил название «врангелевский заговор на маяке». Сама идея заговора могла быть подброшена заговорщикам агентом ЧК, поскольку ЧК знала о заговоре с самого начала.
С маяком был связан один из заговорщиков Виктор Фёдоров — бывший офицер ВСЮР, избежавший преследований со стороны красных и устроившийся работать младшим офицером в прожекторную команду на маяке. Он был сыном писателя А. М. Фёдорова из дружественного Катаевым и Буниным семейства. Агент ЧК предложил Фёдорову большую денежную сумму за выведение из строя прожектора во время высадки десанта. Фёдоров согласился сделать это бесплатно. ЧК вела группу несколько недель и затем арестовала её участников: Фёдорова, его жену, прожектористов, Валентина Катаева и других. Заодно был арестован его младший брат Евгений, скорее всего, не имевший к заговору никакого отношения. В заключении Валентин предложил Евгению уменьшить возраст, чтобы избежать смертной казни. С тех пор во всех документах Евгений Петров числился на год моложе реального возраста.
За Виктора Фёдорова перед председателем одесской ЧК Максом Дейчем заступился Григорий Котовский. Отец Виктора А. М. Фёдоров в 1916 году повлиял на отмену смертной казни через повешение в отношении Котовского. Именно Котовский в феврале 1920 года взял Одессу и благодаря этому имел большое влияние на происходившее в то время в городе. Фёдоров с женой Надеждой по настоянию Котовского были Дейчем отпущены.
Валентина Катаева спас его хороший знакомый (вероятно, с детства) чекист Яков Бельский. Правда, он в то время занимал ещё лишь небольшую должность в Одесской ЧК. Биографы Бельского полагают, что он обратился за помощью к начальнику следственно-судной части губвоенкомата Петру Туманову, имевшему право забирать к себе из ЧК дела военнослужащих. Для Бельского, так же, как и для одесских чекистов, не знавших о добровольной службе Катаева во ВСЮР, это был достаточный повод отпустить Катаева. В сентябре 1920 года после полугода заключения в тюрьме Валентин Катаев и его брат из неё вышли. Остальные заговорщики были расстреляны осенью 1920 года.

### Харьков
В 1921 году работал в харьковской прессе вместе с Юрием Олешей. Снимал квартиру с ним в доме номер 16 на пересечении улиц Девичья и Черноглазовская («Живу в Харькове на углу Девичьей и Черноглазовской — такое невозможно ни в одном другом городе мира» — «Алмазный мой венец»). 

### Москва
В 1922 году переехал в Москву, где с 1923 года начал работать в газете «Гудок», и в качестве «злободневного» юмориста сотрудничал со многими изданиями. Свои газетные и журнальные юморески подписывал псевдонимами «Старик Саббакин», «Ол. Твист», «Митрофан Горчица». 
Катаев стал автором одного из первых «производственных» романов — «Время, вперёд!» (1932), экранизированного Швейцером, с музыкой Георгия Свиридова.
В заявлении секретаря Союза писателей СССР В. Ставского 1938 года на имя наркома НКВД Н. И. Ежова предлагалось «решить вопрос о О. Э. Мандельштаме», его стихи названы «похабными и клеветническими», вскоре поэт был арестован. И. Л. Прут и Валентин Катаев названы в письме как «выступавшие остро и открыто» в защиту Осипа Мандельштама. Надежда Мандельштам в своих воспоминаниях рассказывает, что летом 1937 года Катаев помогал Мандельштамам деньгами, а осенью того же года он на своей квартире организовал встречу нелегально приехавшего в Москву Мандельштама с Фадеевым.

### Великая Отечественная война
В годы Великой Отечественной войны Катаев был военным корреспондентом, написал большое число очерков, рассказов, публицистических статей, стихотворных подписей к плакатам. Один из рассказов Катаева тех лет — «Отче наш» — следует по праву отнести к русской литературной классике.
В самом конце войны, в канун Победы, он пишет одну из своих самых «солнечных» повестей — «Сын полка». Её герой — мальчик Ваня Солнцев — с недетской судьбой, но одновременно с чистотой и поэтичностью восприятия мира.

### Послевоенный период

#### Переделкино
В соответствии с инициированным М. Горьким постановлением Совнаркома «О строительстве „Городка писателей“» (19 июля 1933) через два года в подмосковном Переделкине за государственный счёт были построены 30 деревянных писательских дач по проекту немецкого архитектора Эрнста Мая. Одно- или двухэтажные дома имели просторные светлые террасы и обширные участки, на которых писатели устраивали сады. Каждая дача закреплялась за писателем пожизненно и бесплатно. После его смерти семья должна была освободить дачу в течение полугода.
Весной 1940 года Литфонд СССР разрешил Валентину Петровичу, его жене и детям «временно» занять переделкинскую дачу Ильи Эренбурга, которой тот не пользовался более двух лет. Когда Эренбург вернулся из Франции, то приобрёл себе дом на Истре. В итоге дача, которую, согласно решению Литфонда, Валентин Петрович должен был освободить после возвращения хозяина, была закреплена за Катаевыми. Валентин Катаев, по воспоминаниям его внучки Тины, начал обживать дачу в Переделкине по соседству с Корнеем Чуковским в 1941 году, вернулся из эвакуации в 1944 году, с 1959 года жил там постоянно с супругой Эстер. Катаев заботился о сыновьях своего брата Евгения Петрова, погибшего на фронте, также на даче жили сёстры Эстер, их дети и внуки. Для них Катаевы купили корову, за которой ухаживала прислуга, жившая на даче в сторожке. Они также держали огород и клубничные гряды.
Писатели жили дружно, открытыми домами. Эстер Катаева поддерживала перенятую во время жизни в Лондоне традицию пятичасового чаепития, на который могли зайти соседи и угоститься специально испеченными к этому времени ватрушкой, слоёными пирожками или английским пирогом.
Писатели и поэты, открытые Катаевым в журнале «Юность», могли приезжать к мэтру без звонка, и не в одиночку, а с компаниями. Летом Катаев устраивал литературные встречи на открытом воздухе, подавая сухое вино и купленные в Центральном доме литераторов импортные мартини и коньяк.
После войны Катаев был склонен к многодневным запоям. В 1946 году Валентина Серова рассказывала Буниным, что Катаев «иногда запивает на 3 дня. То не пьёт, не пьёт, а затем, кончив повесть, статью, иногда главу, загуливает». В 1948 году это едва не привело Катаева к разводу с женой. Сын писателя, П. В. Катаев, так описывает эту ситуацию:

Потом мне мама рассказала, как она твёрдо и спокойно поставила в известность папу, что забирает детей и уходит, потому что устала и не желает больше терпеть многодневные загулы, непонятных гостей, пьяные скандалы. <…> 

— А тебе и не надо никуда уходить, — сказал папа. — Я больше не пью.

#### Журнал «Юность»
Катаев стал основателем и первым главным редактором (1955—1961) нового журнала «Юность». Журнал публиковал много произведений, отличающихся стилем и содержанием от сложившихся литературных стереотипов «социалистического реализма», и часто подвергался критике со стороны консервативных органов.
Катаев делал ставку на молодых и неизвестных прозаиков и поэтов. В опубликованных на страницах «Юности» повестях Анатолия Гладилина, Василия Аксёнова и других, описывались поиски молодым поколением своего пути на «стройках века» и в личной жизни. Герои привлекали искренностью и неприятием фальши.
После редакторства в «Юности» секретарь ЦК КПСС Михаил Суслов рассматривал Катаева на должность главного редактора «Литературной газеты», но назначения ему добиться не удалось.

#### Участие в коллективных письмах
В 1966 году Катаев подписал письмо двадцати пяти деятелей культуры и науки генеральному секретарю ЦК КПСС Л. И. Брежневу против реабилитации Сталина.
В 1973 году Катаев подписал письмо группы советских писателей, осуждающее Солженицына и Сахарова.

### Болезнь и смерть

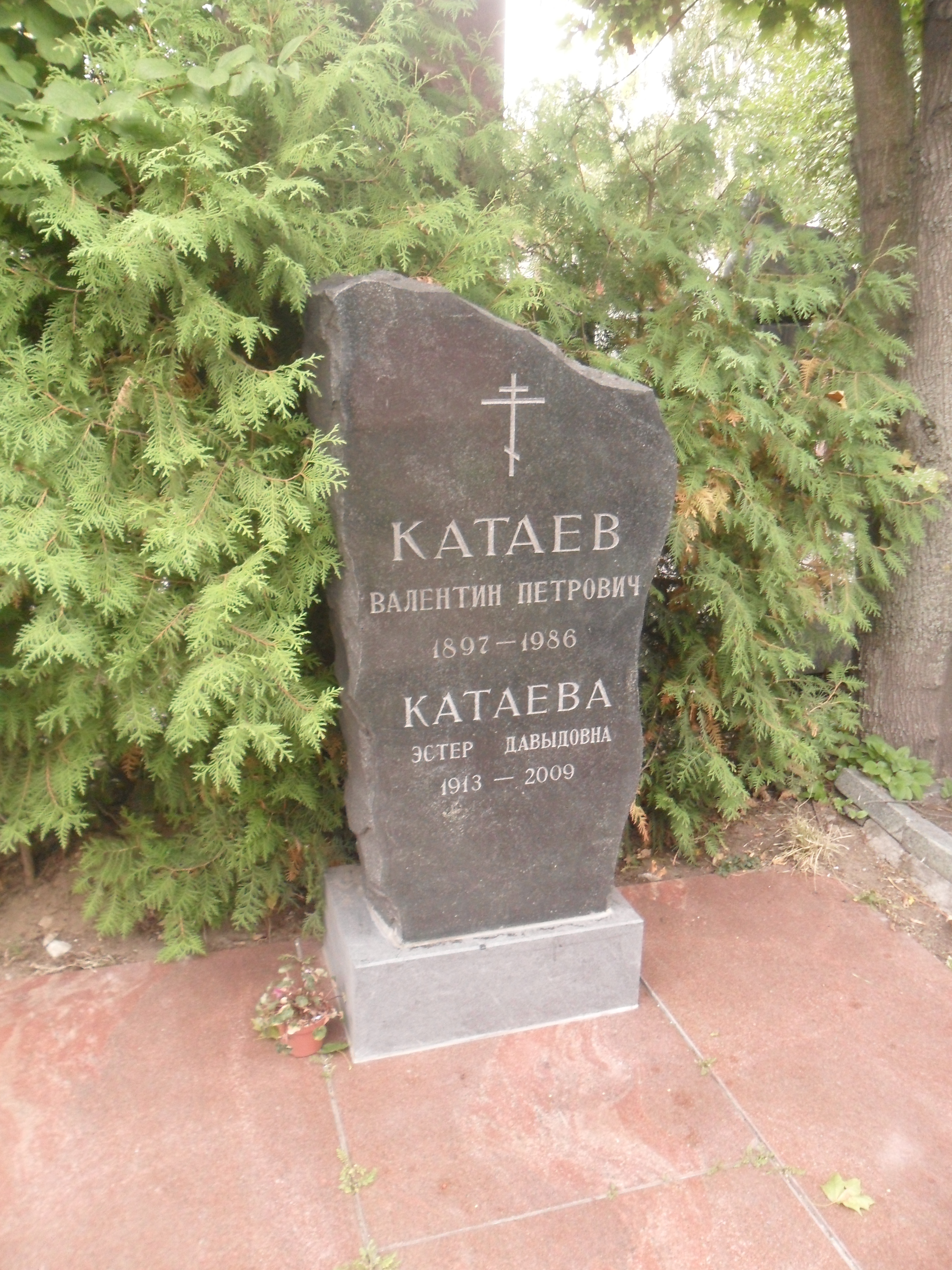
Могила Валентина Петровича Катаева на Новодевичьем кладбище Москвы.

В конце жизни Валентин Петрович перенёс операцию по удалению раковой опухоли:

…Спокойно за свою жизнь, хотя и с нескрываемым восхищением работой хирурга, он рассказывал о тяжёлой операции, которую пережил на пороге старости. Раковую опухоль вырезали, но возникла проблема — хватит ли оставшейся здоровой ткани для того, чтобы шов не разошёлся. Ткани хватило. Отец в лицах передавал разговор двух хирургов, спорящих по его поводу: расползётся шов или не расползётся. И восторгался филигранной работой оперирующего хирурга, решительной и умелой женщины, участницы войны, которая осталась его доброй знакомой до конца жизни.
Валентин Петрович Катаев умер 12 апреля 1986 года, на 90-м году жизни. Похоронен в Москве на Новодевичьем кладбище (участок № 10, ряд 3).

## Творчество
- Библиография Валентина Катаева

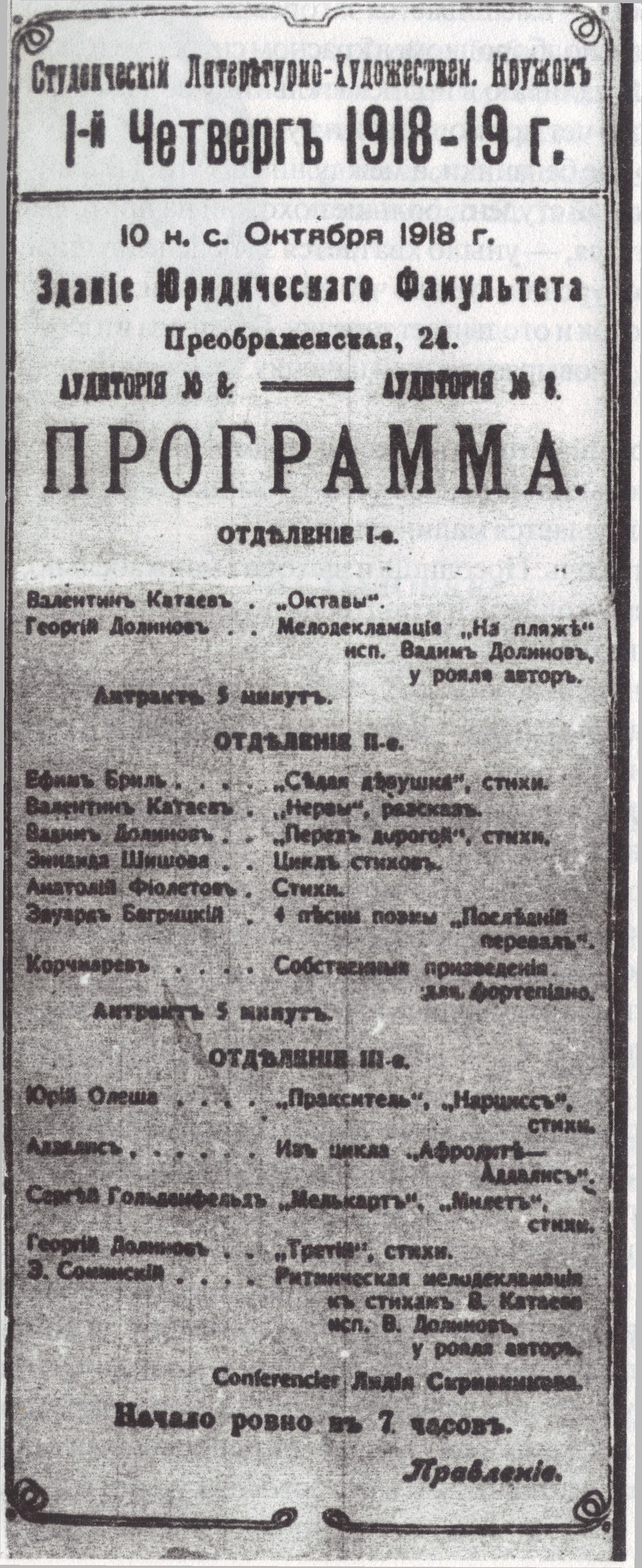
Афиша выступления одесских поэтов в Новороссийском университете. 10 октября 1918

Дебютировал в печати в 1910 году. В 1920-е писал рассказы о гражданской войне и сатирические рассказы. С 1923 года сотрудничал в газете «Гудок», журнале «Крокодил» и других периодических изданиях.
Борьбе с мещанством посвящены его повесть «Растратчики» (1926; одноимённая пьеса, 1928), комедия «Квадратура круга» (1928). Автор романа «Время, вперёд!» (1932; экранизация, 1965). В школьную программу советского времени входила повесть «Белеет парус одинокий» (1936; экранизация, 1937).
Небольшая по объёму повесть «Я, сын трудового народа…» (1937) рассказывала о трагической истории, которая произошла в одном из украинских сёл во время гражданской войны. Повесть была издана, экранизирована, на её основе была написана пьеса «Шёл солдат с фронта», которая ставилась в Театре имени Е. Б. Вахтангова и на других сценах страны.
В 1940 г. были написаны и опубликованы сказки «Дудочка и кувшинчик» и «Цветик-семицветик». «Написал сказку „Цветик-семицветик“, думая о том, как надо жалеть людей. Написал, узнав, что умер светлый и талантливый человек — Борис Левин (погибший на финской войне писатель)».
После войны продолжил «Белеет парус одинокий» повестями «За власть Советов» (1948; другое название «Катакомбы», 1951; одноимённый фильм — 1956), «Хуторок в степи» (1956; экранизация, 1970), «Зимний ветер» (1960—1961), образующими тетралогию с идеей преемственности революционных традиций. Позднее все четыре произведения («Белеет парус одинокий», «Хуторок в степи», «Зимний ветер» и «За власть Советов» («Катакомбы») выходили как единая эпопея «Волны Чёрного моря», также экранизированная в виде сериала.
В 1964 году принял участие в написании коллективного детективного романа «Смеётся тот, кто смеётся», опубликованного в газете «Неделя».
В этой манере написаны лирико-философские мемуарные повести «Святой колодец» (1966), «Трава забвенья» (1967), «Кубик» (1969), «Разбитая жизнь, или Волшебный рог Оберона» (1972), «Кладбище в Скулянах» (1974), повесть «Уже написан Вертер» (1979), «Юношеский роман моего старого друга Саши Пчёлкина, рассказанный им самим» (1982), «Сухой лиман» (1984), «Спящий» (1985).
Широкий резонанс и обильные комментарии вызвал роман «Алмазный мой венец» (опубликован в журнале «Новый мир» № 6 1978, написан в 1975-77). В романе Катаев вспоминает о литературной жизни страны 1920-х годов, не называя практически никаких подлинных имён (персонажи укрыты прозрачными «псевдонимами»).
В 1980 году в июньском номере «Нового мира» была опубликована с санкции покровительствовавшего Катаеву секретаря ЦК КПСС М. А. Суслова его «антисоветская» повесть «Уже написан Вертер», которая вызвала большой скандал. В ней (когда писателю уже было 83 года) он открыл тайну о своём участии в белом движении и аресте. Повесть о зверствах ЧК в Одессе была воспринята как антисоветская и антисемитская, а описанные в ней события отчасти повторяли сюжет его же рассказа «Отец» 1922 года. 2 сентября 1980 года председатель КГБ Юрий Андропов направил в ЦК КПСС записку, оценив повесть как политически вредное произведение, которое «в неверном свете представляет роль ВЧК как инструмента партии в борьбе против контрреволюции». Результатом стал запрет на упоминание повести в печати.
Произведения Катаева неоднократно переводились на иностранные языки.

### Поэзия
Начав как поэт, Катаев всю жизнь оставался тонким ценителем поэзии. Некоторые его прозаические произведения названы строками из стихотворений русских поэтов: «Белеет парус одинокий» (М. Ю. Лермонтова), «Время, вперёд!» (В. В. Маяковского), «Уже написан Вертер» (Б. Л. Пастернака). Его вдова Э. Д. Катаева вспоминала:

Он долго продолжал писать стихи и в душе, думаю, считал себя поэтом, — и Асеев, и сам Мандельштам относились к нему именно так.
В конце жизни Катаев собрал все свои сохранившиеся стихотворения и переписал от руки в семь блокнотов. Ни одного стихотворного сборника у Катаева никогда не вышло. «Может быть, он и не очень-то сильно стремился к этому», — заметил по этому поводу его сын и добавил:

Во всяком случае, однажды он высказался в том смысле, что в окружении плеяды сильных поэтов, рождённых в двадцатом веке в России, можно и не заниматься поэзией.
Поэтические сборники отец не выпускал, стихотворения не печатал, но поэтом остался.
В последнее время значение Катаева-поэта пересматривается. Так, поэт и исследователь жизни и творчества Катаева Александр Немировский включает Валентина Катаева во вторую десятку самых главных для себя русских поэтов XX века.

### Драматургия
Вот что говорит сын Катаева о пьесах отца:

Отец не считал себя драматургом, хотя количество пьес, написанных им и поставленных в театрах страны и мира, хватило бы на судьбу успешного драматического писателя, который, кроме создания пьес, ничем другим не занимался бы.

Судьбы некоторых пьес отца не представляют особого интереса. То есть он сочинял пьесу, предлагал театру, там её ставили, она выдерживала какое-то количество представлений, допустим, сто или двести, после чего благополучно умирала, не оставив после себя заметного следа.

### Экранизации произведений
…Когда речь зашла об экранизации его произведений, Катаев сказал, что ему понравилась первая экранизация «Белеет парус одинокий» (потом были «Волны Чёрного моря», поставленные по всем четырём его романам). <…> Он сказал, что можно экранизировать повесть «Кубик», но для этого нужен Федерико Феллини.

## Произведения Катаева в театре, кино и на телевидении

### Драматический театр
- 1927 — «Растратчики» — Московский Художественный театр, постановка К. С. Станиславского
- 1928 — «Квадратура круга» — Московский Художественный театр, постановка Н. М. Горчакова под руководством В. И. Немировича-Данченко. Академический русский драматический театр Узбекистана, постановка Т. М. Шарафутдинова (2014). Пьеса по сей день ставится в театрах России, Европы и Америки
- 1934 — «Дорога цветов» — Московский Современный театр
- 1940 — «Домик» — Театр Комедии, постановка Н. П. Акимова. Спектакль был запрещён; в 1972 году (?) восстановлен режиссёром А. А. Белинским
- 1940 — «Шёл солдат с фронта» — Театр Вахтангова
- 1942 — «Синий платочек» — театр (?)
- 1948 — «День отдыха» («Где вы, месье Миуссов?») — Московский академический театр Сатиры
- 1954 (?) — «Дело было в Конске» («Домик») — Московский академический театр Сатиры
- 1958 (?) — «Пора любви» — театр Моссовета, Ташкентский русский ТЮЗ (1968)
- 2012 — «Квадратура круга» — Московский Молодежный театр п\р В. Спесивцева.

### Оперный театр
- 1940 — мировая премьера оперы С. С. Прокофьева «Семён Котко» (1939) в 5 действиях и 7 картинах по повести В. П. Катаева «Я, сын трудового народа…» в Оперном театре имени К. С. Станиславского. Либретто В. П. Катаева и С. С. Прокофьева, режиссёр С. Г. Бирман, дирижёр М. Н. Жуков[45].
- 1970 — премьера оперы С. С. Прокофьева «Семён Котко» в Большом театре, режиссёр Б. А. Покровский, дирижёр Ф. Ш. Мансуров[46].

### Фильмография
| Год  |    | Название                                   | Роль |
| ---- | -- | ------------------------------------------ | --- |
| 1931 | ф  | Der brave Sünder                           | литературная основа (повесть «Растратчики») |
| 1936 | ф  | Цирк                                       | автор сценария совместно с Ильёй Ильфом и Евгением Петровым; все трое сняли свои фамилии из титров фильма из-за изменений, внесённых в сценарий режиссёром |
| 1936 | ф  | Родина зовёт                               | автор сценария совместно с А. В. Мачеретом |
| 1937 | ф  | Белеет парус одинокий                      | автор сценария |
| 1938 | ф  | Шёл солдат с фронта                        | автор сценария |
| 1946 | ф  | Страницы жизни                             | автор сценария совместно с А. В. Мачеретом |
| 1946 | ф  | Сын полка                                  | автор сценария |
| 1948 | мф | Цветик-семицветик                          | автор сценария |
| 1956 | ф  | Безумный день                              | автор сценария |
| 1956 | ф  | За власть Советов                          | автор сценария |
| 1956 | ф  | Поэт                                       | автор сценария |
| 1965 | ф  | Время, вперёд!                             | автор сценария совместно с М. А. Швейцером |
| 1967 | тф | Пауза                                      | литературная основа (рассказ «Новогодний рассказ») |
| 1968 | ф  | Цветик-семицветик короткометражный         | автор сценария |
| 1968 | тф | Юморески Валентина Катаева фильм-концерт   | литературная основа (рассказ «Дневник горького пьяницы», пьеса «Дорога цветов», сказка «Жемчужина»)                                                        |
| 1970 | ф  | Счастливый Кукушкин короткометражный       | литературная основа (рассказ «Ножи») |
| 1970 | ф  | Хуторок в степи                            | автор сценария |
| 1975 | тф | Волны Чёрного моря                         | литературная основа |
| 1976 | тф | Фиалка фильм-спектакль                     | литературная основа |
| 1977 | мф | Последний лепесток                         | литературная основа (сказка «Цветик-семицветик») |
| 1980 | тф | Je veux voir Mioussov                      | литературная основа (пьеса «День отдыха») |
| 1981 | ф  | Сын полка                                  | литературная основа |
| 1982 | тф | Понедельник — день тяжёлый фильм-спектакль | литературная основа (пьеса «Случай с гением») |
| 1984 | ф  | Я, сын трудового народа                    | литературная основа |
| 1989 | ф  | Отче наш                                   | литературная основа |

## Оценки творчества и личности
- Вера Бунина (1919):

Хорошо сказала одна поэтесса про Катаева: «Он сделан из конины»… Его не любят за грубый характер.

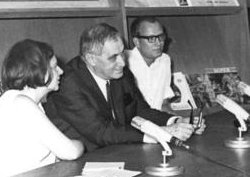
Валентин Катаев в Германии

- Надежда Мандельштам в своих воспоминаниях пишет, что Осип Мандельштам

хорошо относился к Катаеву: «В нём есть настоящий бандитский шик», — говорил он.
 Сама Н. Мандельштам отзывалась о Катаеве, как об очень талантливом, остроумном и остром человеке, одном из тех, кто составляет самое просвещённое крыло текущей многотиражной литературы.
- Дочь А. К. Воронского Галина Воронская вспоминала, что у её отца с Катаевым близких отношений не было — «отталкивал его цинизм»[50].
- Борис Ефимов, знавший Катаева больше полувека, назвал главку своей книги «Два Катаева» (2004):

Странным образом в Валентине Петровиче Катаеве сочетались два совершенно разных человека. Один — тонкий, проницательный, глубоко и интересно мыслящий писатель, великолепный мастер художественной прозы, пишущий на редкость выразительным, доходчивым, прозрачным литературным языком. И с ним совмещалась личность совершенно другого толка — разнузданный, бесцеремонно, а то и довольно цинично пренебрегающий общепринятыми правилами приличия самодур.
- Александр Немировский:

С 17—18 лет это был человек с твёрдыми личными убеждениями безрелигиозного гедониста-гуманиста «человеческой-слишком-человеческой» складки. Между тем если подобный человек усердно подслуживает и подмахивает большевистской власти, даже не пытаясь перед собой оправдать это какими бы то ни было соображениями, кроме желания получать паёк посытнее, то репутацию он получает очень определённую. Катаев её и получил.
- Олег Волков:

В среде советских литераторов, где трудно выделиться угодничеством и изъявлениями преданности партии, Катаев всё же превзошел своих коллег.— «Погружение во тьму»
- Александр Нилин

Цинизм Катаева — цинизм ребёнка, у которого для строгих родителей есть запасной, помимо того, что предъявляют в школе, дневник.

…Но, к огорчению всех благородных и порядочных людей, рискну сказать, что дару Катаева ничего не вредило
- Дмитрий Быков:

Катаев — превосходный писатель. Конечно, есть издержки метода. Конечно, в жизни он бывал и конформистом, и предателем иногда по отношению к друзьям, но он написал несколько гениальных книг. И я считаю, что поздние его сочинения, начиная с «Разбитой жизни, или Волшебного рога Оберона» и кончая «Сухим лиманом», — это шедевры. В наибольшей степени, пожалуй, спорная вещь — это «Уже написан Вертер», но это всё равно гениальное произведение. И мне очень нравится, конечно, «Алмазный мой венец». Многие в этом видят тщеславное желание встать вровень с друзьями мёртвыми, а я вижу в этом большую любовь к этим друзьям…
Что касается Катаева, то тут случай совсем другой. Понимаете, падение ведь только тогда как-то влияет на качество текста, когда оно отрефлексировано. У него была простая позиция: он должен выжить, выжить и кормить семью, и спасти талант, и писать, поэтому множество мелких личных предательств (известно, что он перед Зощенко на коленях стоял и молил о прощении) не воспринималось им как недопустимая плата за выживание, это была плата допустимая. К тому же он побывал очень рано на войне, ещё в 1914 году вольноопределяющимся, понюхал там фосгена и всю жизнь кашлял из-за этого; побывал и на фронтах Гражданской войны в агитпоезде. Он знал, что такое смерть. Побывал под бомбёжкой в 40-е, по-моему, в 1942 году, и тоже чуть не погиб там, сжимаясь в землю (в «Кладбище в Скулянах» об этом подробно написано). Он знал, что такое смерть. И знал, что жизнь очень драгоценна, и с нею не шутил.

К тому же, больших подлостей того масштаба, не знаю, как за Лесючевским (доносчиком) или как за Зелинским, зарезавшим книгу Цветаевой, — такого за ним нет. Он помогал Мандельштаму, в том числе деньгами, он вывел очень многих замечательных авторов на сцену, когда он редактировал «Юность». Я бы не назвал Катаева человеком аморальным.

Причины его творческого взлёта, который начался с 1957 года, с повести «Маленькая железная дверь в стене», довольно просты: он не то чтобы вернулся к своей авангардной юности, но он почувствовал ужас старости, а это может быть очень сильным стимулом. Ведь весь Катаев — это эксперименты со временем, это ужас стремительно проходящего времени, это попытки его удержать с помощью слова, создать реальность бессмертную, более убедительную, чем реальность физическая, физически ощутимая. Это эксперимент с пластикой, с художественным временем, с длиной фразы (помните, в «Кубике» есть предложение страницы на две), прустовские попытки. И, конечно, это попытка вернуть время начала 20-х — лучшее время его молодости, — таких персонажей, как Ингулов, который хотя и был главой одесской ЧК, насколько я помню, но и был замечательным фельетонистом и вообще человеком интересным. Попытка разобраться в том, что это всё-таки было, переписать свой старый рассказ «Отец», назвав его «Уже написан Вертер». Попытка разобраться в гениальном поколении, которое дало всю одесскую, южную школу.

Я Катаева очень люблю. И неслучайно, скажем, то, что Ирка Лукьянова сейчас дописывает книгу о нём. Неслучайно потому, что нас очень сближает любовь к этому автору и горячее сострадание к нему. Мы вместе ходили по одесским местам его молодости, вместе работали в литературном музее в Одессе. Мне Катаев очень симпатичен, и симпатичен именно своим ужасом перед временем, бунинским ужасом. Он настоящий ученик Бунина, и очень хороший ученик.

У него есть фальшивые ноты в книгах, но я ничего не знаю лучше, чем «Трава забвения». Я всегда плачу над этой книгой. И потом, я не забываю о том, что огромное количество забытых стихов (Нарбут, Кесельман) вошли в нашу жизнь благодаря Катаеву. Это он, цитируя их (причём цитируя в строчку, потому что «стихи для меня, — он говорит, — имеют протяжённость во времени, а не только в пространстве»), этими своими цитатами вернул в обиход огромное количество авторов. Я очень люблю «Разбитую жизнь, или Волшебный рог Оберона», но больше всего — конечно, «Траву забвения», которая для меня одна из самых важных книг…
- Сергей Шаргунов:

Во всей советской прозе, на мой взгляд, катаевская была самой яркой и зрелищной. А пребывание его имени в траве забвенья для меня очевидность и несправедливость.
О чтении Катаева нельзя пожалеть: изображал он всегда так, чтоб интересно было — не просто зримо, а в насыщенном цвете, и самое волнующее, головокружительное: будь то бешеная погоня или нежное свидание.
Катаев вампирически был жаден до красок (его литература всегда — приключения красок). Физически ощущаешь наслаждение, которое он получал от писательства… Он жадно впитывал и щедро выплескивал краски мира. У него было столь меткое владение словом (одновременно реалистическое и поэтичное), и столь точное мастерство передать внешний вид, характер, сцену, эмоцию, что он щеголял возможностью рассыпать фразы и слова и под конец предпочитал «ассоциативное письмо».
Катаев — весь вызов. Он весь — слишком. Художник-маг, которому завидуют и сейчас, и чей дар не могут оспорить.

Наслаждение Катаевым — вечная весна.

## Награды

### Награды Российской империи
- два Георгиевских креста
- орден Святой Анны 4-й степени

### Награды СССР
- Герой Социалистического Труда (27.09.1974)
- три ордена Ленина (31.01.1939; 28.01.1967; 27.09.1974)
- орден Октябрьской Революции (27.01.1972)
- два ордена Трудового Красного Знамени (26.01.1957; 16.11.1984)
- орден Дружбы народов (27.01.1977)
- Сталинская премия второй степени (1946) — за повесть «Сын полка» (1945)

## Факты
- Катаев никогда не водил машину — обычно её водила его жена и, в период работы писателя на посту главного редактора журнала «Юность» (1955—1961), специальный водитель[9]. Позже в роли водителя выступал сын[56].
- В 2000-е годы, когда вернулся интерес к Катаеву, возникла даже конкуренция за право написания биографии Валентина Катаева в серии ЖЗЛ. По этому поводу Сергей Шаргунов в интервью сказал:

Хотел бы написать ЖЗЛ Катаева. Кажется, по сию пору прелестная и древняя Эстер, его вдова, бродит переделкинскими тропами… Но мне сказали, что ЖЗЛ его уже пишет жена Дмитрия Быкова.
- В Перми неподалёку от театра кукол установлена скульптура «Цветик-семицветик».
- Историю о поисках зашитых в стул бриллиантов Валентин Катаев предложил Ильфу и Петрову в качестве сюжетной линии романа «Двенадцать стульев». Сам Катаев признавал, что он выведен в романе под именем инженера Брунса[58], но литературоведами высказывалось предположение и о том, что Катаев был одним из прототипов Остапа Бендера[59][60]. Больше похоже на то, что Катаев был выведен в образе писателя Агафона Шахова. Намёк был достаточно прозрачным для современников. Агафон Шахов дарит кассиру Дома Народов книгу, где главный герой кассир-растратчик, чем соблазняет того на кражу из кассы (аллюзия на принесшую известность Катаеву повесть «Растратчики»). Впоследствии этот фрагмент был авторами удален[61].
- Перед войной в журнале «Пионер» была опубликована подборка детских сочинений с непременным указанием возраста и на той же полосе — стихотворение Катаева, подписанное «Валя Катаев, 37 лет»[62].
- В 2017 году Сергей Шаргунов получил за книгу, выпущенную в серии ЖЗЛ «Катаев. Погоня за вечной весной», Национальную литературную премию «Большая книга».[63]

## Память
- На фасаде дома № 4 по улице Базарной в Одессе, где родился Валентин Катаев, установлена мемориальная доска.
- Один из переулков Одессы назван именем Валентина Катаева.
- В Одесском литературном музее В. Катаеву посвящена отдельная музейная экспозиция[64].
- В Одессе, в центре города находится бронзовая скульптурная композиция, посвящённая главным литературным героям повести Валентина Катаева «Белеет парус одинокий» мальчишкам Пете и Гаврику.
- В рыбном корпусе одесского рынка «Привоз» находится скульптура, посвящённая мадам Стороженко, персонажу эпопеи «Волны Чёрного моря».
- Имя писателя носит Одесская детская областная библиотека[65].
- 25 сентября 1988 года в честь В. П. Катаева назван астероид (3608) Катаев, открытый в 1978 году советским астрономом Л. И. Черных.
- В конце 2020 года журналом «Юность» учреждена литературная премия имени В. Катаева. Она впервые была вручена в октябре 2021 года, организаторы планируют сделать премию ежегодной[66][67].
- В честь В. П. Катаева названа бухта Катаева (Курильские острова, остров Уруп, название присвоено в 1946 году)[68].